# 汪垍
汪垍（1511年—1587年），字仲弘，一字仲成、鲁祖，直隸徽州府休寧縣人，軍籍，明朝政治人物。

## 生平
嘉靖十六年（1537年）丁酉科應天府鄉試第九十二名。嘉靖二十三年（1544年）甲辰科進士。授户部主事，轉員外郎。嘉靖二十九年（1550年）陞福建按察司僉事，放出死囚抵御倭寇。報捷，朝廷賜金綺，擢貴州叅議，罷歸。

## 家族
曾祖汪武貴；祖父汪齊；父汪昱，曾任訓導。前母吳氏；母戴氏。